# Cmentarz żydowski w Zduńskiej Woli
Cmentarz żydowski w Zduńskiej Woli – cmentarz założony w 1826 roku w Zduńskiej Woli. Znajduje się przy ul. Kaczej, ma powierzchnię 2 ha.

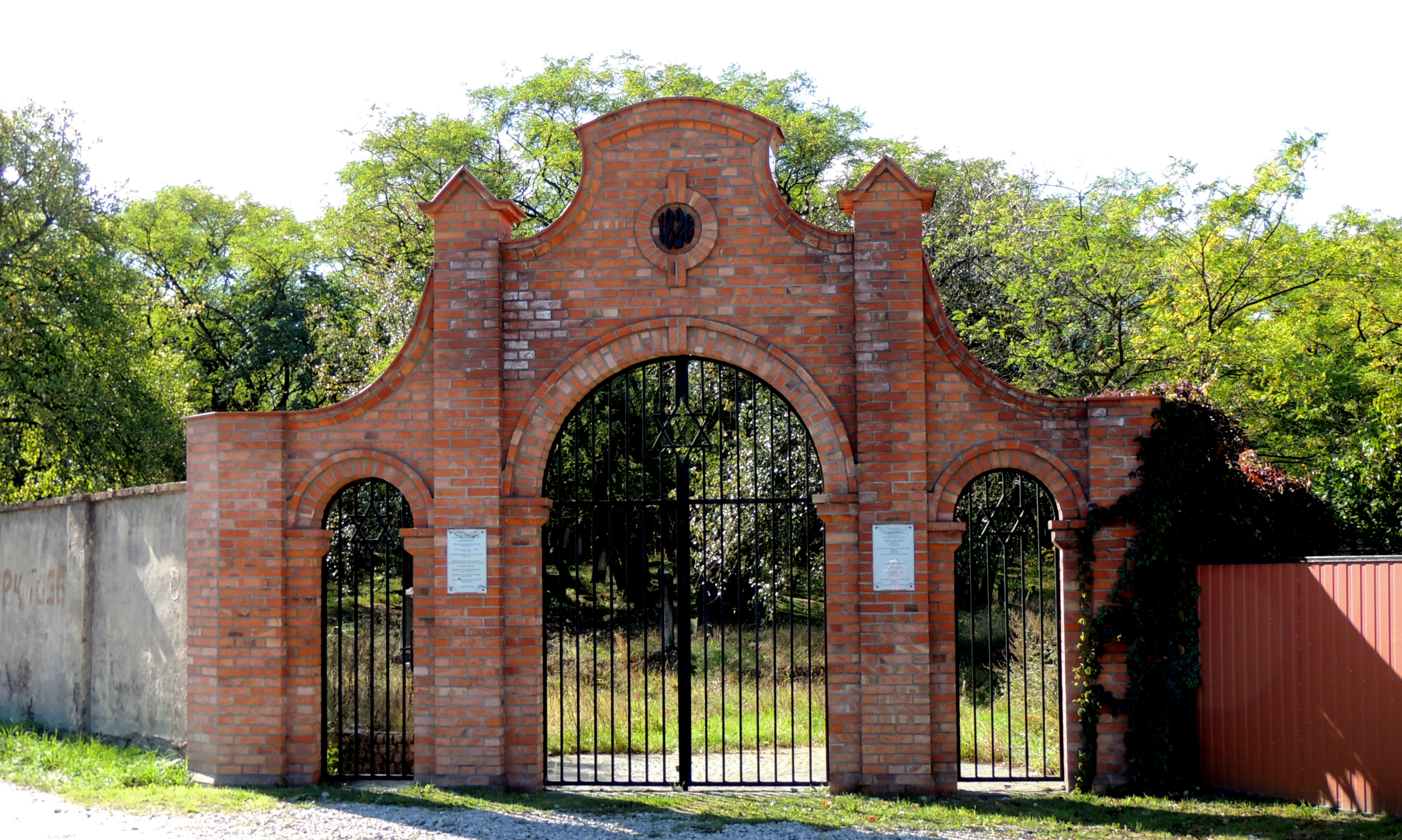
Brama cmentarzna

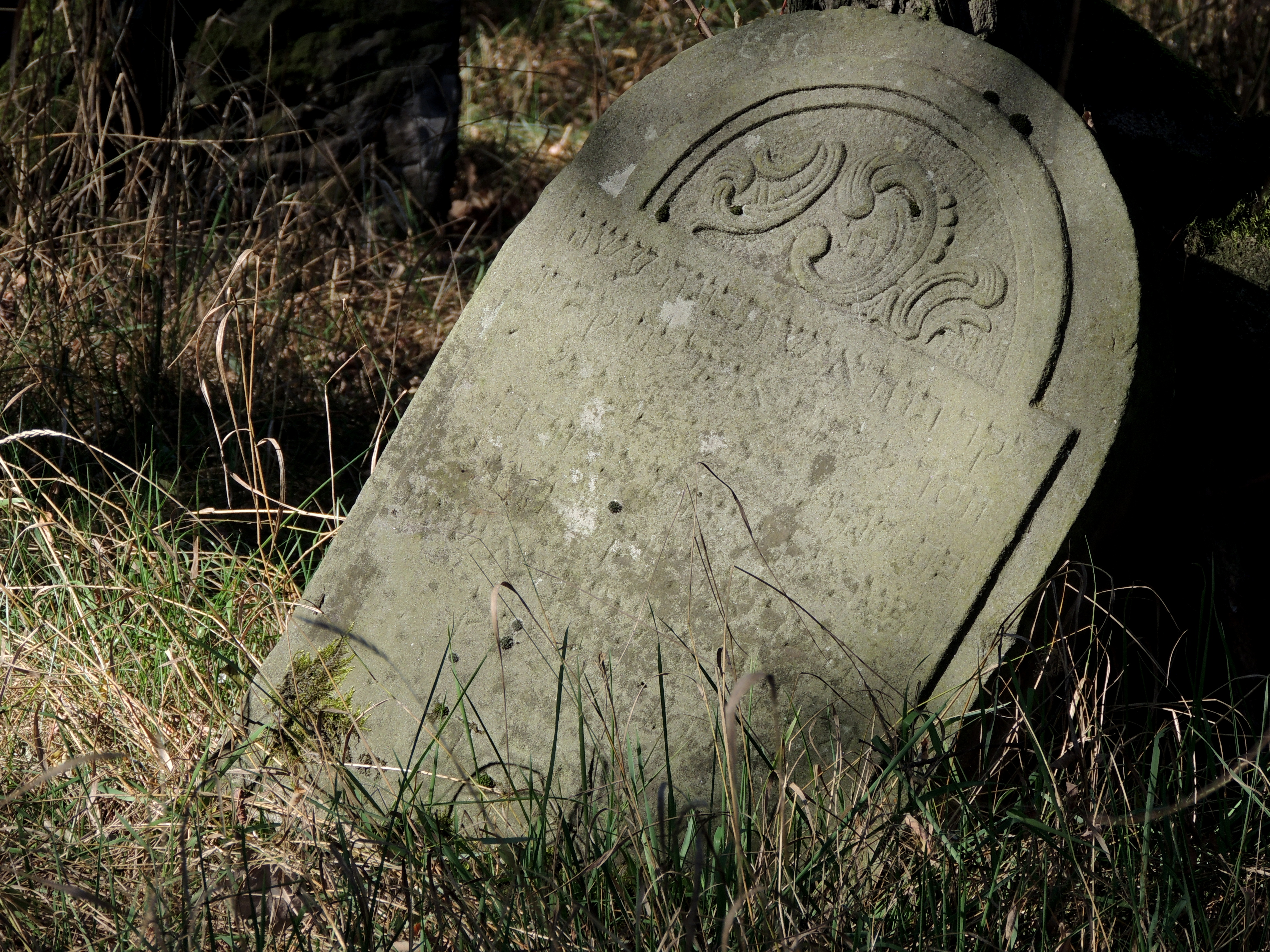
Macewa

Zachowało się około trzech tysięcy nagrobków, z których najstarszy pochodzi z 1832 roku.